# Aircraft Interiors Expo

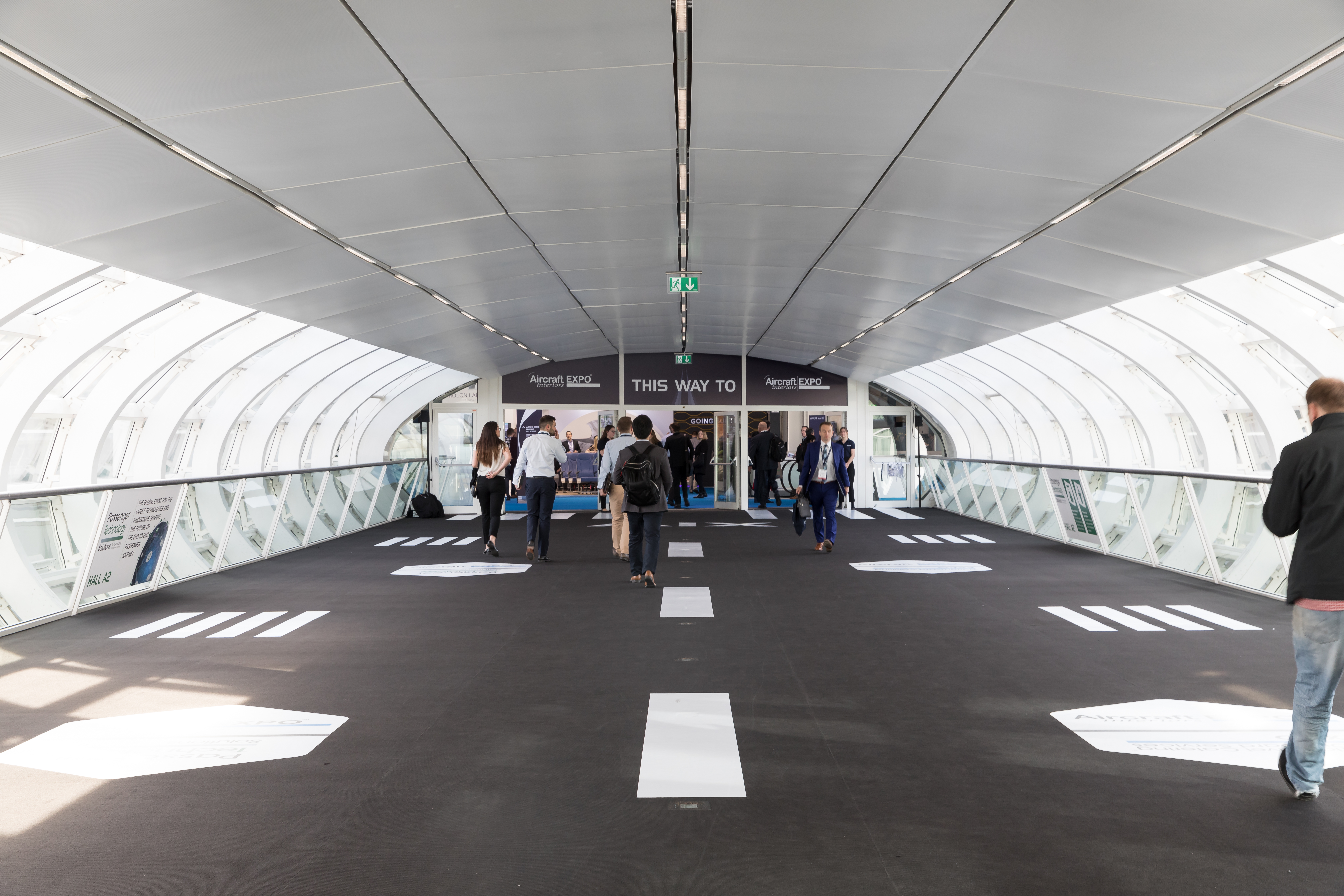
Skybridge während der AIX 2018

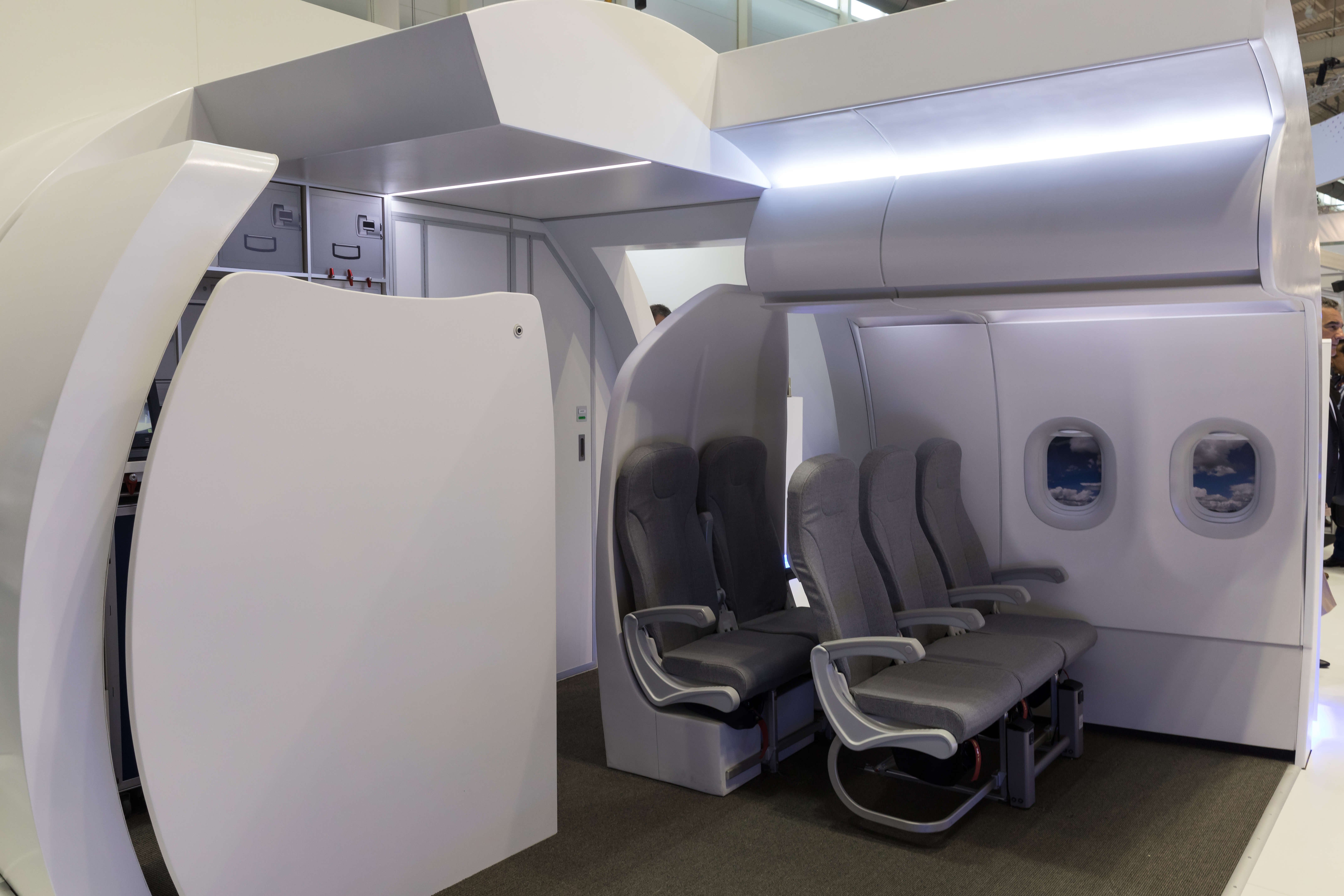
Mock-up einer Airbus-Flugzeugkabine

Die Aircraft Interiors Expo (auch kurz AIX) ist eine jährlich stattfindende dreitägige Fachmesse für Flugzeugkabinenausstattungen in  Hamburg. Sie ist in die Passenger Experience Week eingebunden, in deren Rahmen weitere Messen und Konferenzen zum Themenbereich Passagiertransport stattfinden.
Der Veranstaltungstermin liegt üblicherweise in der ersten Aprilwoche. Ein halbes Jahr später findet die Messe als Aircraft Interiors EXPO ASIA in Singapur sowie als Aircraft Interiors EXPO AMERICAS in Seattle statt.
Zeitgleich findet auch die kleinere Fachmesse Aircraft Testing Expo statt.
Veranstalter dieser Messe ist Reed Exhibitions.
Die Aircraft Interiors Expo fand erstmals im März 2000 in Cannes statt, wo sie auch im Folgejahr abgehalten wurde. 2002 erfolgte aufgrund der Nähe zu Airbus und Lufthansa Technik der Umzug nach Hamburg, wo die Messe seitdem stattfindet.
Im Jahr 2007 wurde während der Aircraft Interiors Expo erstmals der Crystal Cabin Award für besonders zukunftweisende Konzepte der Kabinenausstattung verliehen.
2009 wurde das zehnjährige Bestehen der Messe gefeiert, auf der in diesem Jahr die Skytrax World Airline Awards vergeben wurden.
Vom 10. April bis 12. April 2018 präsentierten sich mehr als 550 Aussteller (darunter mehr als 145 Erstaussteller) bei der Aircraft Interiors Expo in Hamburg.
Die ursprünglich vom 30. März bis 2. April 2020 geplante AIX 2020 wurde wegen der COVID-19-Pandemie auf ein zunächst ungenanntes Datum verschoben.